# Pogoria (Dąbrowa Górnicza)
Pogoria została przyłączona do Dąbrowy Górniczej w 1963 roku. W dzielnicy znajdują się domy robotnicze, które niegdyś były nazywane kolonią Matheron, założoną w latach 20. XX wieku dla pracowników kopalni „Paryż”. W dzielnicy znajduje się Pogoria I – jeden z pierwszych sztucznych zbiorników utworzonych na terenie Dąbrowy Górniczej.
Budowę kolonii robotniczej rozpoczęto w 1928, mimo że pierwsze plany pojawiły się już 1923. Powstało 17 wielorodzinnych ceglanych domów robotniczych dla pracowników kopalni „Paryż”. Robotnicze osiedle ukończono w 1932.

## Galeria

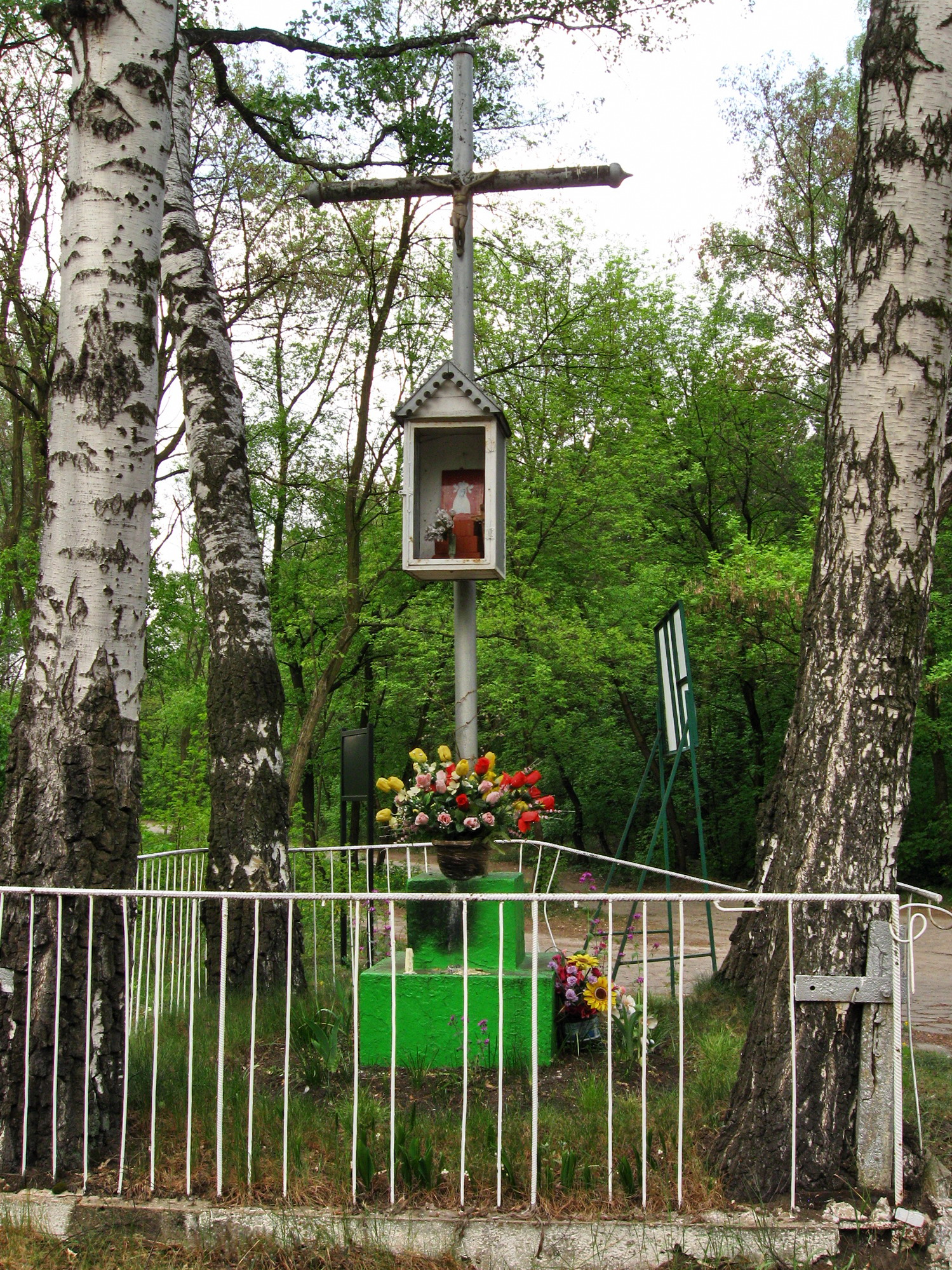
Kapliczka z 1928 r.
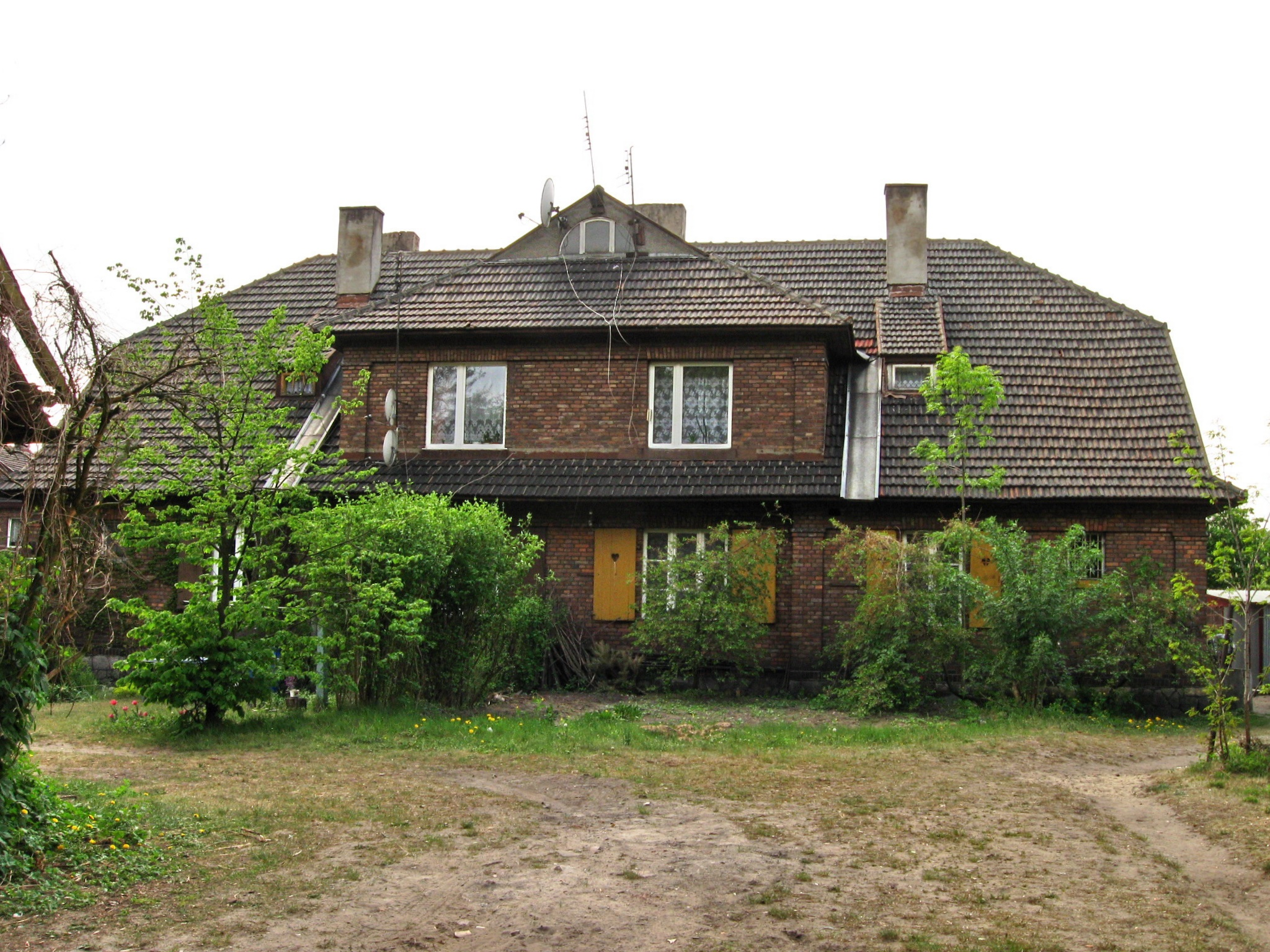
Kolonia Matheron
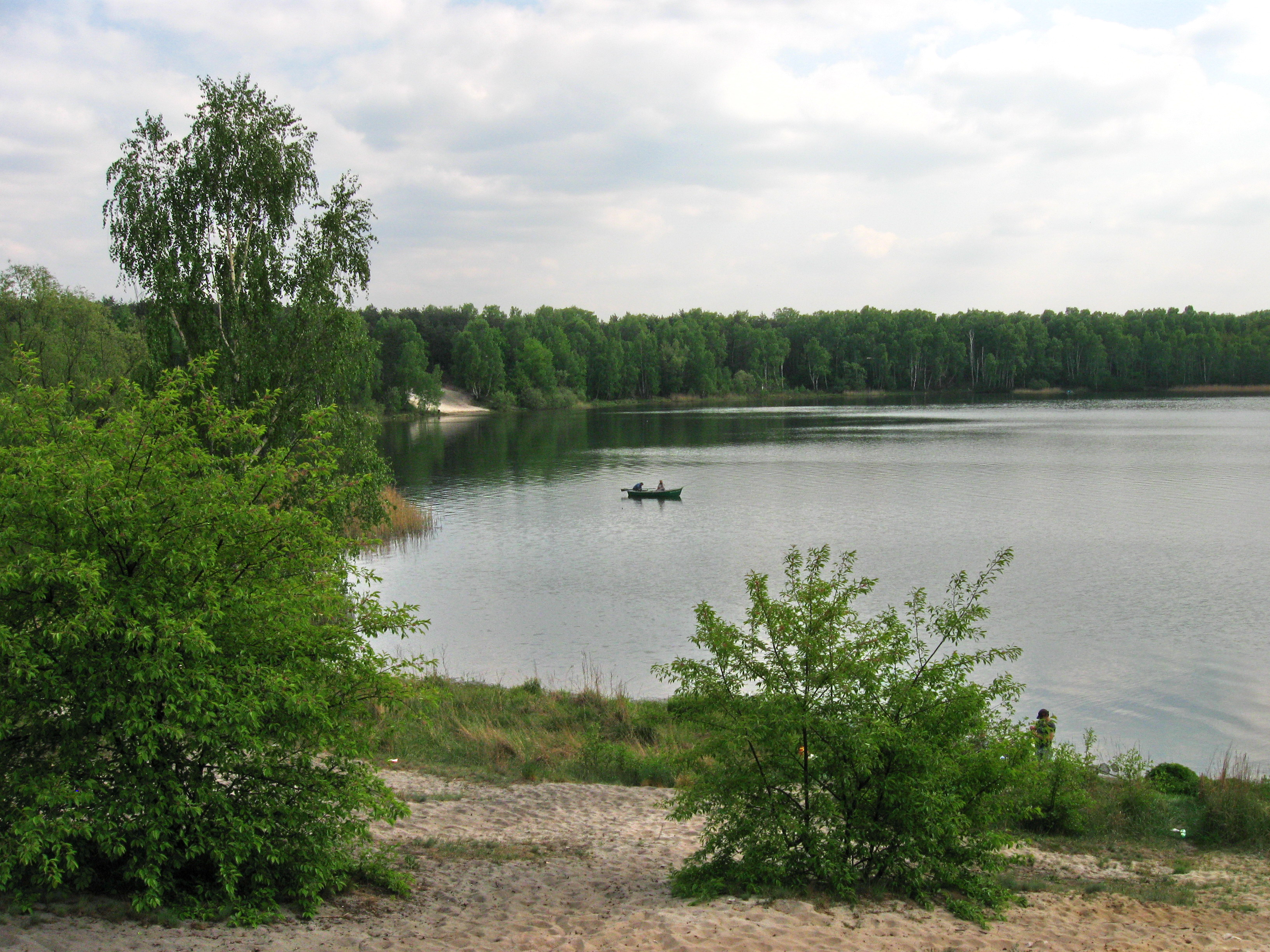
Pogoria I
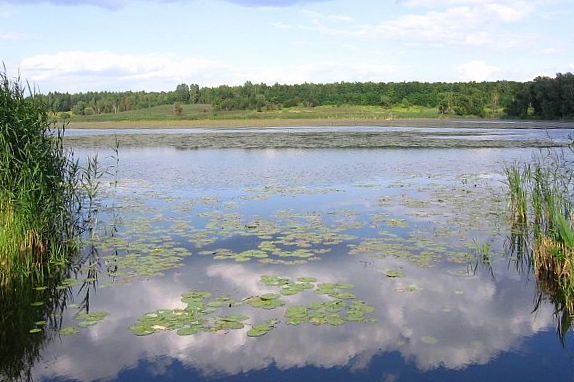
Pogoria II